# Canche (fleuve)
Pour les articles homonymes, voir Canche.
La Canche est un fleuve côtier français du Pas-de-Calais, long de 100,2 kilomètres. Bien que la longueur de son cours soit relativement modeste, la Canche bénéficie de l'apport de nombreux affluents et d'un débit élevé. Sa vallée est le témoignage, depuis le Moyen Âge, de la mise en valeur par les hommes d'un milieu humide.
Son estuaire, typiquement picard avec son poulier et son musoir, a été transformé, après avoir échappé à l'artificialisation, en milieu protégé, recelant une flore et une faune variées. L'estuaire de la Canche et la baie de Canche font partie d'un des nouveaux parcs naturels marins de France, le parc naturel marin des estuaires picards et de la mer d'Opale (qui inclut en fait sept estuaires en comptant les estuaires picards, soumis à enquête publique en 2011 et créé en décembre 2012).

## Géographie
La Canche, fleuve côtier long de 100,2 kilomètres, prend sa source à Gouy-en-Ternois, à 132 mètres d'altitude, près du lieu-dit les Pierrettes. Elle passe à Frévent, Hesdin, Montreuil-sur-Mer. Après un cours remarquablement rectiligne et d'une pente moyenne de 1,5 ‰, à peu près parallèle à celui de l'Authie et au cours supérieur de la Somme, le fleuve se jette dans la Manche entre Étaples et Le Touquet-Paris-Plage,.

### Communes et cantons traversés
Dans le seul département du Pas-de-Calais, la Canche traverse les quarante-et-une communes suivantes, dans huit cantons, dans le sens amont vers aval, de Gouy-en-Ternois (source), Magnicourt-sur-Canche, Sars-le-Bois, Berlencourt-le-Cauroy, Estrée-Wamin, Rebreuviette, Rebreuve-sur-Canche, Bouret-sur-Canche, Frévent, Ligny-sur-Canche, Boubers-sur-Canche, Monchel-sur-Canche, Conchy-sur-Canche, Aubrometz, Fillièvres, Galametz, Wail, Vieil-Hesdin, Saint-Georges, Hesdin-la-Forêt, Guisy, Bouin-Plumoison, Aubin-Saint-Vaast, Contes, Maresquel-Ecquemicourt, Beaurainville, Lespinoy, Marenla, Brimeux, Marles-sur-Canche, Beaumerie-Saint-Martin, Montreuil-sur-Mer, Neuville-sous-Montreuil, La Madelaine-sous-Montreuil, Attin, La Calotterie, Beutin, Bréxent-Énocq, Tubersent, Saint-Josse, Étaples (embouchure).
Soit en termes de cantons, la Canche prend sa source dans le canton d'Aubigny-en-Artois, traverse les canton d'Avesnes-le-Comte, canton d'Auxi-le-Château, canton du Parcq, canton de Hesdin, canton de Campagne-lès-Hesdin, canton de Montreuil et a son embouchure dans le canton d'Étaples, donc dans les deux arrondissement d'Arras et arrondissement de Montreuil et dans les intercommunalité communauté de communes du Ternois, communauté de communes des Campagnes de l'Artois, communauté de communes des 7 Vallées et communauté d'agglomération des Deux Baies en Montreuillois.

### Toponymes
La Canche a donné son hydronyme aux huit communes suivantes de Magnicourt-sur-Canche, Rebreuve-sur-Canche, Bouret-sur-Canche, Ligny-sur-Canche, Boubers-sur-Canche, Monchel-sur-Canche, Conchy-sur-Canche, Marles-sur-Canche.

### Bassin versant

Bassins versants des fleuves du Nord-Pas-de-Calais (en jaune, celui de la Canche).

Sa vallée, formant une plaine alluviale de un à deux kilomètres de large, à peine encaissée au pied des longs glacis qui forment son bassin, offre un paysage humide et verdoyant : eaux calmes, marais, prés, petits bois. Dans sa partie aval, la faiblesse de la pente conduit à la formation de vastes méandres.
Comme les autres fleuves de la région, la Canche suit un synclinal tout au long de son cours : le synclinal de la Canche, orienté sud-est / nord-ouest, dont la dissymétrie est responsable de celle de son bassin versant. Le flanc sud du bassin, court et en pente rapide, n'est parcouru que par de rares vallons de 3 à 4 kilomètres souvent élémentaires (un seul cours d'eau sans affluent). En revanche, le flanc Nord, en pente douce mais irrégulière, est largement développé surtout dans sa partie amont et porte de longs affluents qui drainent la majeure partie du haut Boulonnais et du haut Artois (Ternoise, Planquette, Course).
La Canche traverse deux zones hydrographiques « Canche de sa source au confluent du Bras de Bronne » (E540) et « Canche de l'amont du confluent du Bras de Bronne à la Manche » (E541),

### Organisme gestionnaire
Un SIABVC ou Syndicat Intercommunal d'Aménagement de la Basse Vallée de la Canche avait emergé dès les années 1988 « (Syndicat Intercommunal à Vocation Unique, SIABVC) dont la vocation consiste en l'aménagement de la rivière ainsi qu'en la lutte contre les inondations ».
Son SAGE, en cours d'élaboration, concerne deux cent trois communes, couvre 1 274 km2 et a nécessité la constitution d'un syndicat mixte Canche et Affluents. Ce fleuve a fait l'objet d'un atlas des zones inondables téléchargeable et d'une carte interactive.
Le Syndicat Mixte pour le Schéma d’Aménagement et de Gestion des Eaux (SAGE) de la Canche a été créé le 13 avril 2000. En janvier 2013, il devient le Syndicat Mixte Canche et Affluents, le Symcéa.
Par arrêté inter-préfectoral du 25 novembre 2019 portant extension du périmètre et modification des statuts du Symcéa, le Syndicat Mixte Canche et Affluents devient le Syndicat Mixte Canche et Authie.

## Affluents
La Canche a vingt-six tronçons affluents référencés dont un défluent vers la Ternoise.
Les sept principaux affluents de la Canche de plus de dix kilomètres de longueur sont :
- la Ternoise (rd[note 2]) 43 km à Marconnelle de rang de Strahler cinq ;
- la Planquette (rd) 12 km à Contes avec trois affluents et de rang de Strahler deux ;
- la Créquoise (rd), 15 km à Beaurainville de rang de Strahler trois ;
- le Bras de Bronne (rd) 11 km à Marles-sur-Canche de rang de Strahler un ;
- la Course (rd) 24 km à l'ouest de Montreuil-sur-Mer, entre Attin et La Madelaine-sous-Montreuil ;
- la Dordogne (rd) 10 km à Bréxent-Énocq avec un affluent et de rang de Strahler deux ;
- la Grande Tringue (rg), 13 km à Étaples[14],[note 3].

Les autres affluents de rang de Strahler supérieur à un (avec affluents) sont :
- l'Huitrepin (rg), 8 km à Tubersent avec un affluent et de rang de Strahler deux ;

L'Huitrepin ou Witrepin à Courteville (hameau de Tubersent)
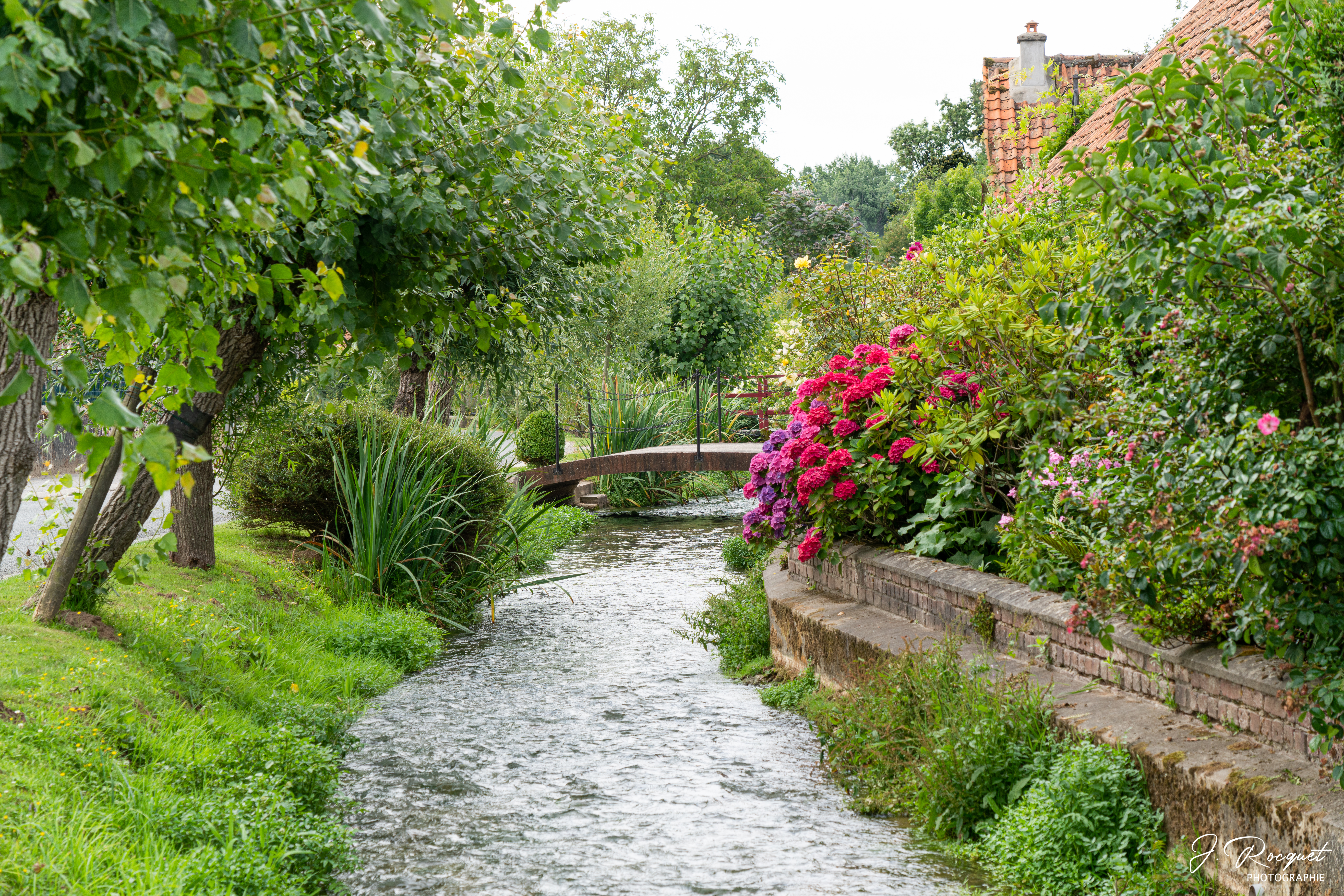
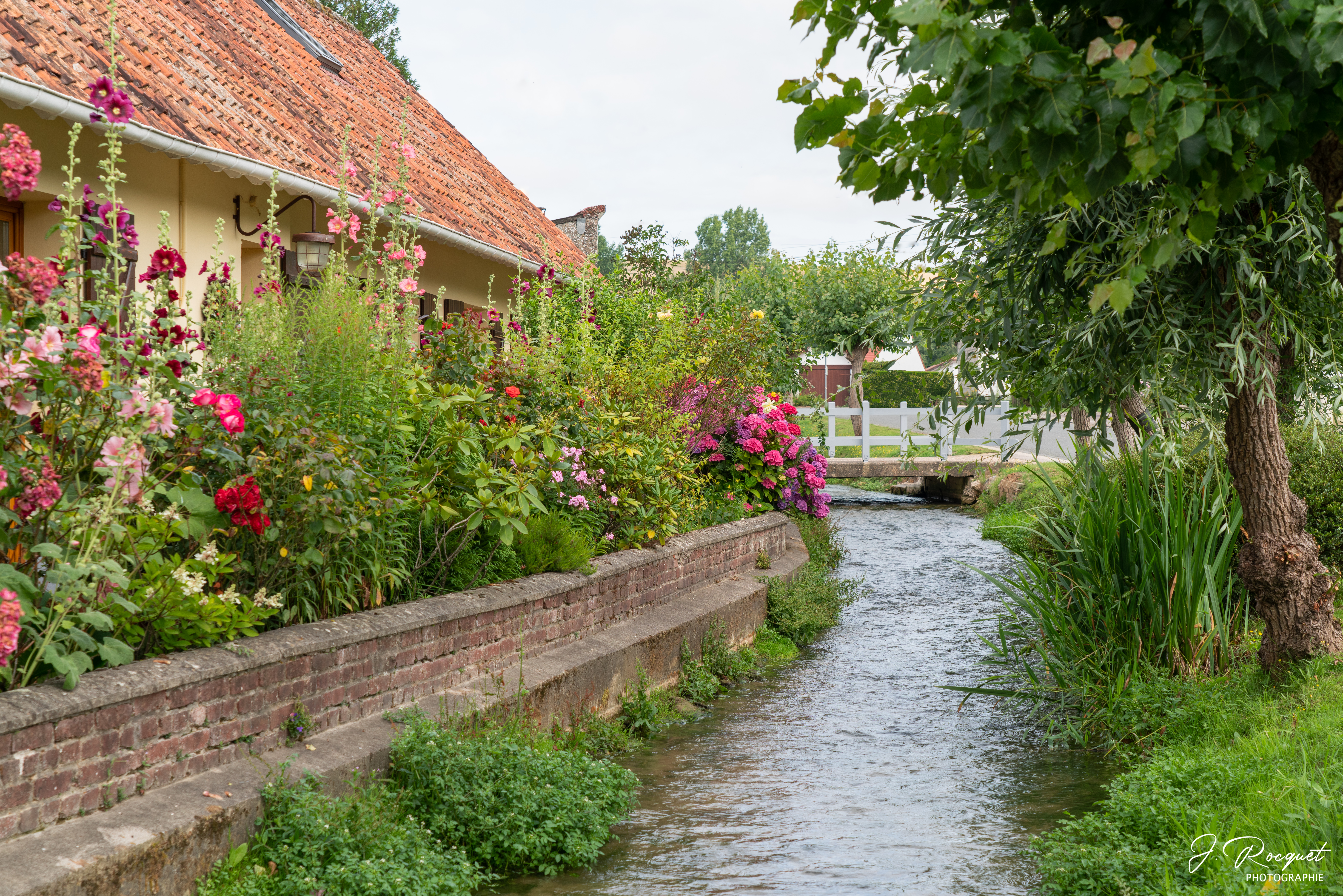
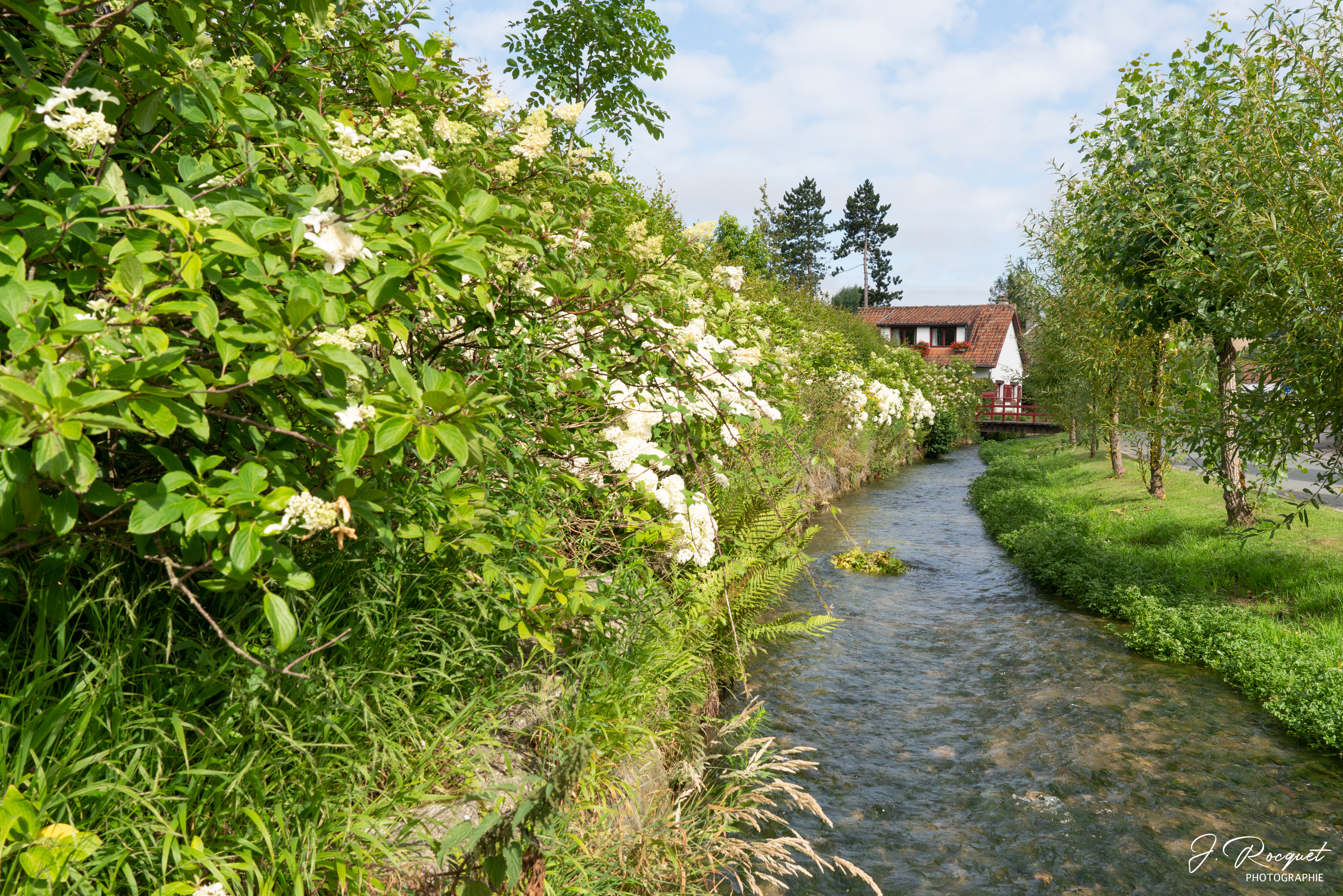

- le ruisseau de Camiers ou le Rohard 7 km avec deux affluents et de rang de Strahler deux ;
- le Nocq 5 km avec un affluent et de rang de Strahler deux ;
- le Fiez 5 km avec un affluent et de rang de Strahler deux ;
- le Clairvignon 4 km avec un affluent et de rang de Strahler deux ;
- le Musiville 2 km avec un affluent et de rang de Strahler deux.

Les autres affluents sont tous de rang de Strahler un et de moins de six kilomètres.

### Rang de Strahler
Donc le rang de Strahler de la Canche est de six par la Ternoise.

## Hydrologie
Son régime hydrologique est dit pluvial océanique.

### La Canche à Brimeux
Dans le cadre d'un régime pluvial océanique, la Canche bénéficie d'un débit élevé, d'une grande régularité, pour un cours d'eau de cette longueur : 12,1 m3/s à Brimeux, quelques kilomètres en amont de Montreuil-sur-Mer, environ 15 m3/s à l'estuaire.
À Brimeux, le module de la Canche, observé depuis le 1er juin 1962 , atteint en moyenne 12,1 m3/s, à 8 m d'altitude pour un bassin versant de 918 km2 (soit guère plus de 70 % de sa superficie totale).
Le fleuve présente des variations limitées du module, la période des hautes eaux peut être enregistrée à la fin de l'hiver et au début du printemps avec une moyenne mensuelle de 14,7 m3/s, 14,8 m3/s et 14,1 m3/s atteinte respectivement en février, mars et avril. Les basses eaux interviennent à la fin de l'été et au début de l'automne avec des débits compris entre 9,19 m3/s et 9,54 m3/s de septembre à novembre (le mois de septembre voyant le plus bas module de l'année).

### Étiage ou basses eaux
Les périodes d'étiage, tout comme les crues sont limitées.
À l'étiage, c'est-à-dire aux basses eaux, le VCN3, ou débit minimal du cours d'eau enregistré pendant trois jours consécutifs sur un mois, en cas de quinquennale sèche s'établit à 6,8 m3/s, ce qui reste très confortable,.

### Crues
Le débit journalier maximal a été observé le 12 mars 2020 pour 34,2 m3/s. Le débit instantané maximal a été observé le 28 décembre 1999 avec 34,80 m3/s, et la hauteur maximale instantanée a été de 198 cm soit 1,98 m le 12 mars 2020,.
Le QIX 2 est de 22,0 m3/s, le QIX 5 est 28,0 m3/s, le QIX 10 est de 32,0 m3/s, le QIX 20 est de 36,0 m3/s et le QIX 50 est de 42,0 m3/s . Le QIX 100 n'ont pas pu être calculés vu la période d'observation de 59 ans.
Dans le Montreuillois, trois cours d'eau sont répertoriés sur le site Vigicrues : la Canche, la Course et l’Authie, mais seuls, depuis 2016, la Canche et la Course sont intégrés au réseau de surveillance d’État qui permet d'alerter les populations en amont du risque de crue. 
Actuellement, cinq stations de surveillance sont installées le long de la Canche : à Étaples, Beutin, Brimeux, Hesdin et Ligny-sur-Canche et une sur la Course à Estrée. Dès 2024, huit autres stations de surveillance sont, ou vont être installées, sur des affluents de la Canche : sur l’Huîtrepin, deux stations : à Bréxent-Énocq et à Frencq ; sur la Dordonne, à Bréxent-Énocq et à Cormont ; sur le Bras-de-Bronne à Marles-sur-Canche ; sur la Créquoise à Beaurainville ; sur la Planquette à Contes et sur la Course à Beussent.

### Lame d'eau et débit spécifique
En établissant une comparaison entre le débit et le bassin versant, la Canche présente un module particulièrement abondant ainsi que l'atteste une lame d'eau de 416 mm/an (bien supérieure à celle du bassin de l'Authie de l'ordre de 317 mm/an et surtout à celui du bassin de la Somme qui atteint seulement 196 mm/an, la moyenne nationale étant de 320 mm/an). Son débit spécifique (ou Qsp) est de 12,1 litres par seconde et par kilomètre carré de bassin (9,5 l/s/km2 pour l'ensemble des cours d'eau français, 10 l/s/km2 dans le cas du bassin de l'Authie et 6,9 pour celui de la Somme).

## Aménagements et écologie

### Histoire: l'aménagement d'un milieu humide

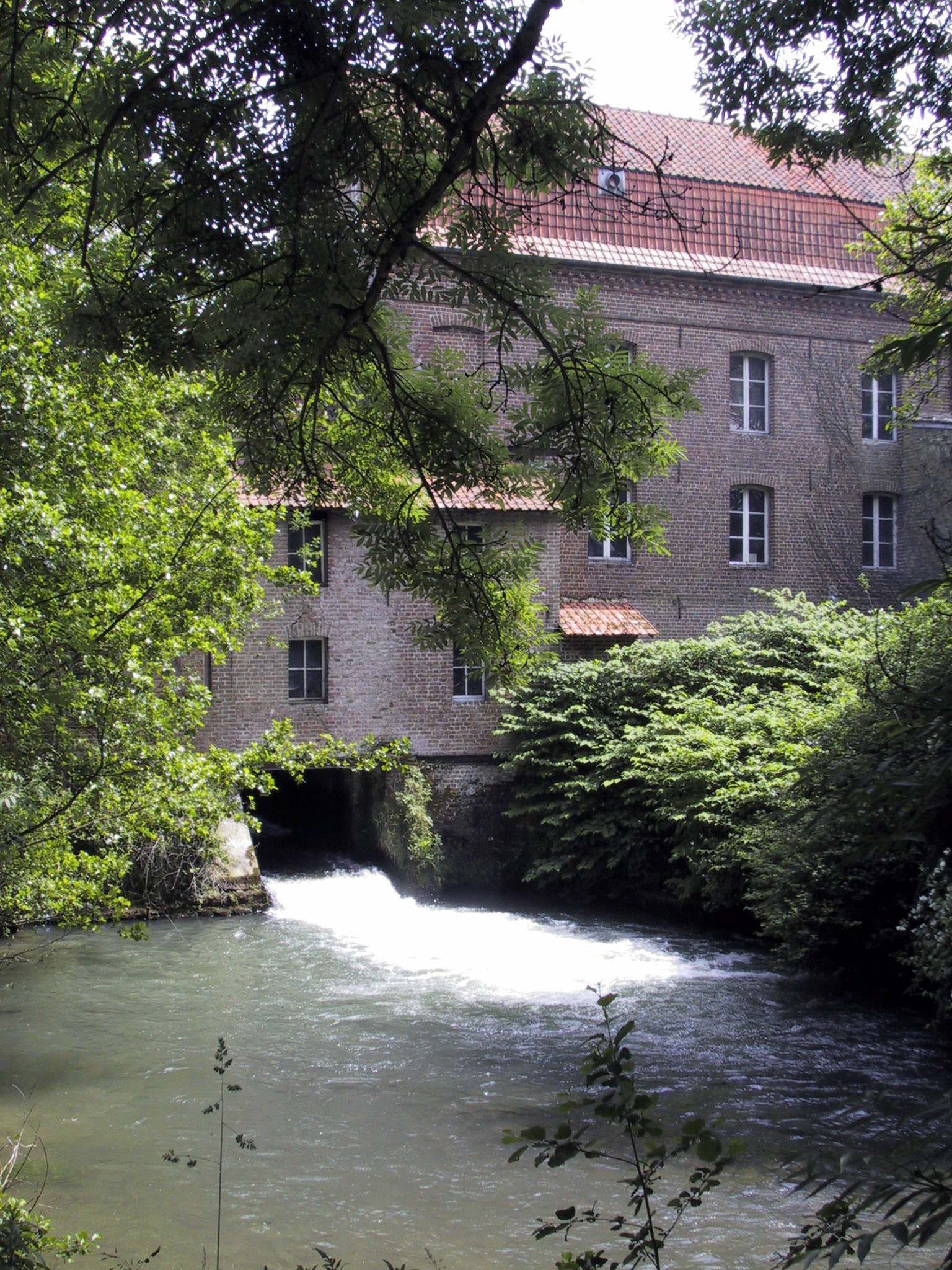
La Canche à Frévent au moulin Blondel.

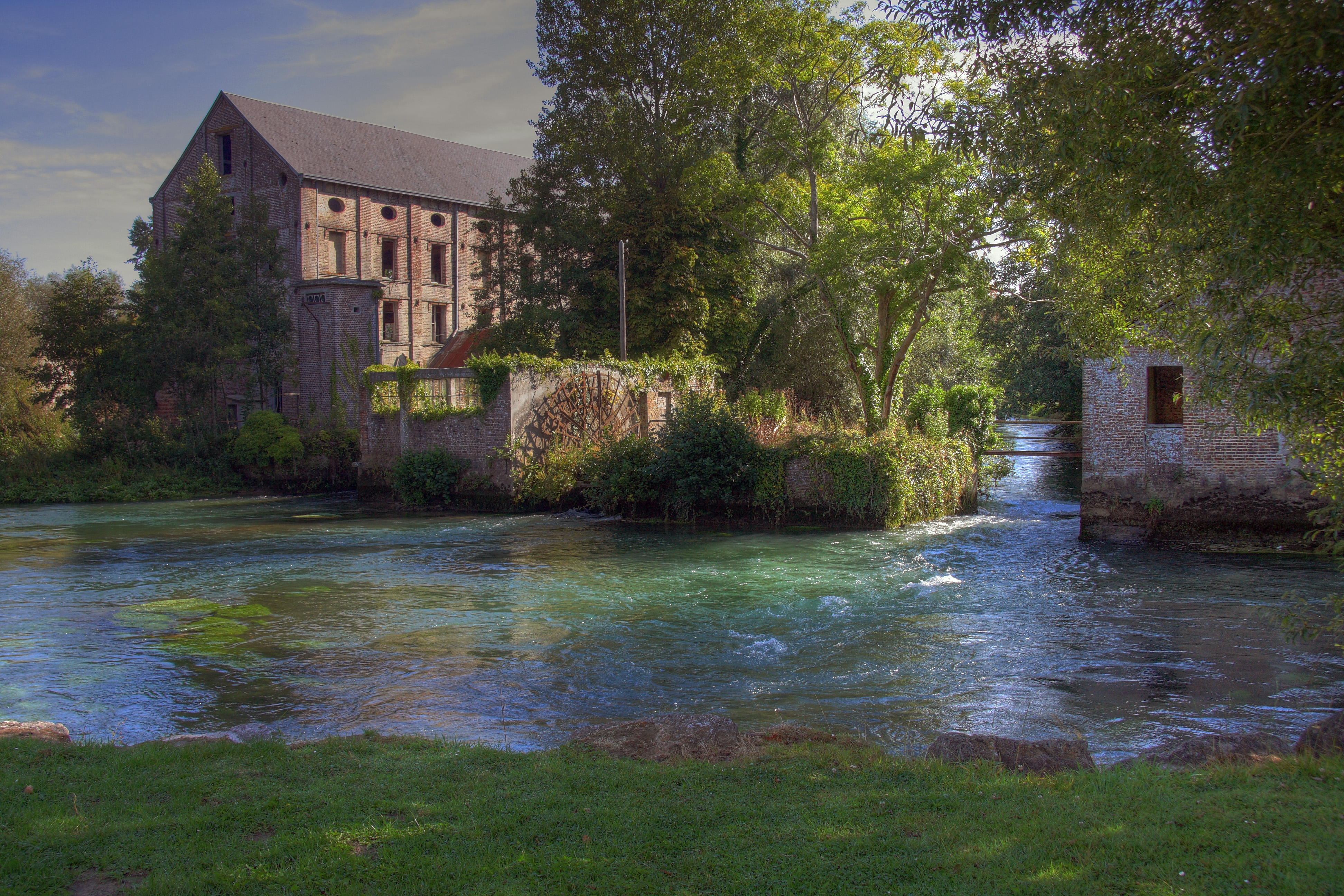
Un ancien moulin à Montreuil-sur-Mer.

La vallée de la Canche constitue une zone humide occupée depuis longtemps par les hommes qui l'ont exploitée en raison de son caractère productif mais qui l'ont également stigmatisée comme espace malsain, ce qui a amené sa destruction partielle et son artificialisation au nom de l'hygiène.
Dès le XIIe siècle, les principales activités des communautés villageoises occupant cet espace sont représentées par l'élevage, la pêche, le fauchage et la culture des roseaux. L'extraction de la tourbe dans les marais de la partie aval du fleuve est attestée au XVIe siècle ; la tourbe étant à la fois le principal moyen de chauffage et un engrais très recherché. Les plantations d'aulnes se développent également à la même époque, contribuant au maintien des sols, tout en fournissant du bois de coupe. Rapidement, la sylviculture est associée au drainage, puis est adoptée, au XVIIIe siècle, pour l'enclosure des parcelles destinée à séparer le bétail des cultures et à délimiter des propriétés (la plantation de haies et le creusement de fossés contribuant à un renforcement du phénomène). Le territoire, jusqu'alors exploité de manière collective dans le cadre des communautés villageoises, se morcèle. Le XVIIIe siècle voit émerger également une nouvelle perception des zones humides considérées comme lieux insalubres, foyers d'épidémies. Les autorités administratives encouragent les actions en faveur d'un assèchement des marais tourbeux par des travaux de drainage et de nouvelles plantations d'arbres, la réduction des zones humides permet l'essor des terres labourées et du maraîchage pour faire face à l'augmentation démographique.
Au cours du XIXe siècle, les progrès techniques (remplacement des moulins à eau par des moulins à vapeur), l'amélioration de la pratique du drainage contribuent à la multiplication des assèchements (dans la partie de la vallée en aval d'Hesdin). Malgré tout, la rivière connait encore des périodes où elle provoque des inondations peu communes, comme en mai 1908. À la suite de cette inondation, la troupe casernée à Hesdin va creuser un canal de décharge contournant la ville, prélevant une partie de l'eau de la Canche en amont d'Hesdin, pour la rejeter dans la Ternoise en aval, à quelques km du confluent. Il faut attendre le dernier quart du XXe siècle pour voir les autorités prendre conscience de l'importance des zones humides et chercher à préserver les marais après avoir contribué à leur disparition (classement de l'estuaire de la Canche, acquis dès 1976 par le Conservatoire du littoral, en réserve naturelle nationale depuis 1987).

### L'estuaire de la Canche

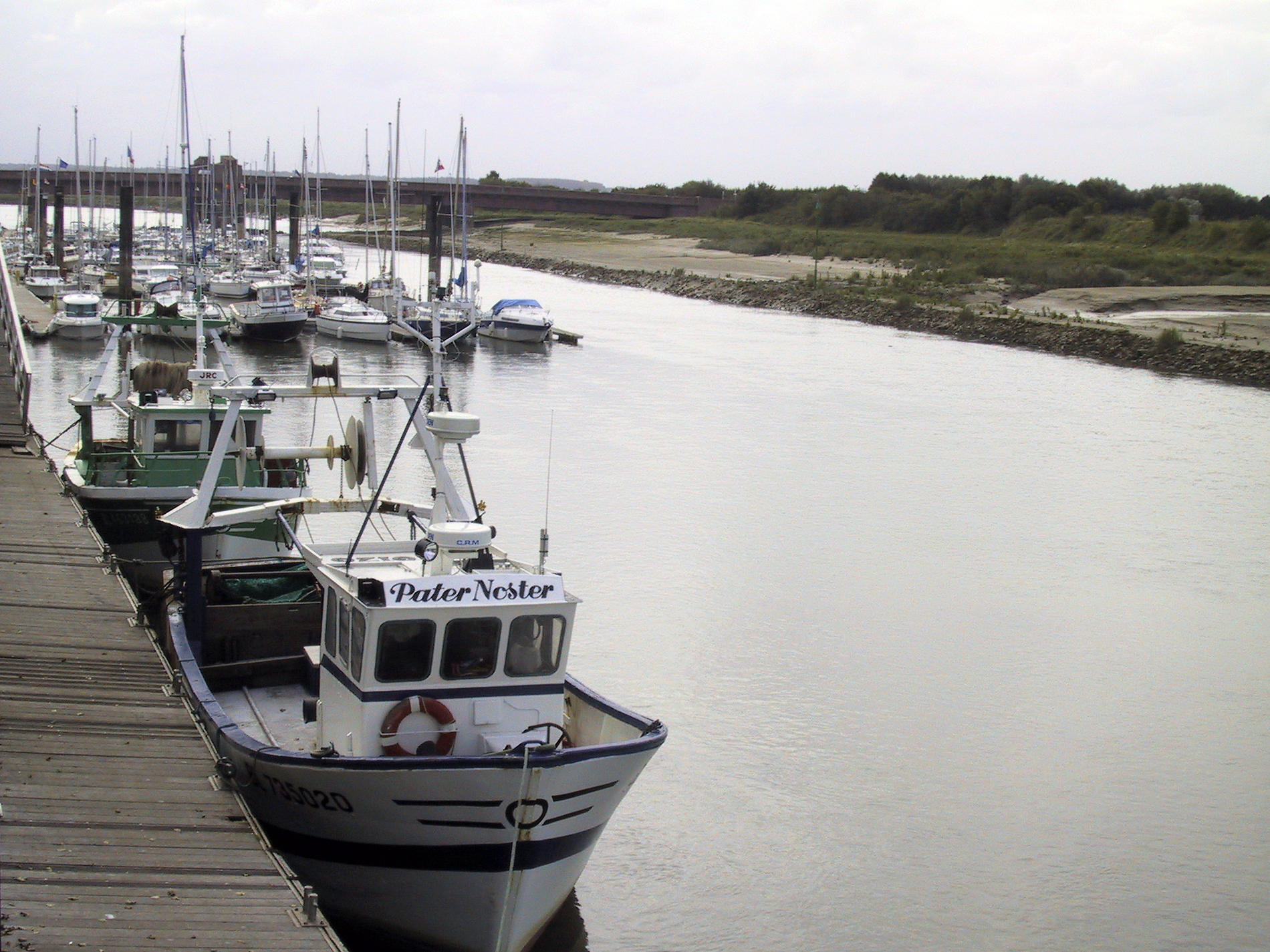
Le port d'Étaples situé sur l'estuaire de la Canche.

L'estuaire de la Canche a été le premier site français sur lequel intervînt foncièrement le Conservatoire du littoral en 1976. Cette opération avait pour objectif de mettre en échec un projet de barrage en baie de Canche qui avait vu le jour à la fin des années 1960 et que l'on peut considérer comme la dernière tentative, entreprise par les autorités, d'artificialiser ce milieu. La construction de cet ouvrage (associée d'ailleurs à la mise en place d'un port de plaisance et d'une marina), qui intervenait en compensation d'un projet de pompage des eaux de la Canche au niveau d'Hesdin en vue d'alimenter l'agglomération lilloise, menaçait de destruction le milieu estuarien et la riche faune et flore s'y développant. La forte mobilisation des habitants, d'associations, de nombreux scientifiques, permit de faire reculer les politiques pourtant tous favorables au projet.
Avec son poulier et son musoir, l'estuaire de la Canche se révèle être le plus caractéristique des estuaires de la côte d'opale. Le milieu naturel est essentiellement représenté par des dunes littorales qui abritent une flore variée (485 espèces) et une riche faune. De nombreux oiseaux sédentaires ou migrateurs (75 espèces) nidifient en ces lieux comme l'engoulevent, l'alouette lulu, plusieurs types de fauvettes, la bécasse, la tadorne de belon qui fait des terriers de lapin son habitat et un redoutable prédateur, le faucon émerillon. Cet espace abrite des mammifères comme le chevreuil, le sanglier, le renard, le blaireau, la fouine, l'écureuil, quelques phoques veau-marin peuvent y être aperçus, mais, contrairement à la baie de Somme, l'estuaire de la Canche ne semble pas posséder de colonie de ces mammifères marins. Tritons, crapauds calamite et autres rainettes représentent les nombreux batraciens. Concernant les poissons, de nombreuses espèces migratrices sont recensées sur le bassin de la Canche, notamment le saumon atlantique, la truite de mer et les lamproies qui remontent le bassin pour s'y reproduire, mais aussi l'anguille qui y effectue sa phase de croissance avant de redescendre vers la mer. L'ensemble de ces espèces fait un retour remarqué ces dernières années, notamment grâce aux travaux engagés en faveur du rétablissement de la continuité écologique qui permet à ces espèces d'accomplir l'ensemble de leur cycle biologique (arasement de barrages, aménagement de passes à poissons…).

### Hydrobiologie et écologie du fleuve
Les berges naturelles sont typiquement bordées de boisements plus ou moins linéaires à Aulne glutineux et de saulaies, « certains pouvant être rapportés à des fragments d’une forêt rivulaire potentielle d’intérêt communautaire relevant de l’Alnenion glutinoso-incanae ». Elles sont localement bordées de champs, de peupleraies ou de pâtures dont certaines sur substrat calcaire où l'on peut trouver Eryngium campestre et Lathyrus sylvestris. Le Trèfle d'eau encore présent en 1975 semble avoir depuis disparu.
Pour le phytosociologue : près de l'eau dans les parties basses et humides de la vallée, jusqu’à Estrée-Wamin persistent quelques taches de mégaphorbiaies méso-eutrophiles du Groupement à Cirsium oleraceum et Filipendula ulmaria avec localement le Scirpe des bois (Scirpus sylvaticus), des saulaies (Alno glutinosae - Salicetum cinereae) et aulnaies marécageuses (Alnion glutinosae, probablement le Cirsio oleracei Alnetum glutinosae le plus souvent) sur les sols les plus engorgés.
La végétation amphibie (c'est-à-dire aquatique et immergée) de ce fleuve est dominée principalement par des herbiers de Cresson et de Faux cresson (généralement peu enracinés et proche des berges), et par une végétation aquatique enracinée d'herbiers à callitriches (Veronico beccabungae-Callitrichetum platycarpae, fragmentaire, du point de vue phytosociologique).

### ZNIEFF's
La Canche est concernée par quatre ZNIEFF, Bois tourbeux et marais de Marles-sur-Canche : 31000113690, la Basse vallée de la Canche et ses versants en aval d'Hesdin : 310013699, Vallée du Vivier à Bouret-sur-Canche et bois de Gargantua à Rebreuve-sur-Canche : 310030036, Haute vallée de la Canche en amont de Conchy-sur-Canche : 310014123.

### Natura 2000
La Canche fait l'objet de trois zones Natura 2000, Baie de Canche et couloir des trois estuaires : FR3102005, Estuaire de la Canche : Fr3110038, Estuaire de la Canche, dunes picardes plaquées sur l'ancienne falaise, forêt d'Hardelot et falaise d'Equihen : FR3100480.

## Histoire
Du VIIe au IXe siècle, Quentovic a été un important port de commerce situé sur l'ancienne embouchure de la Canche.
Dans les années 2020, elle sert fréquemment de point de départ à des migrants souhaitant se rendre au Royaume-Uni. Des passeurs arrivaient à bord de "taxi boats" vides pour embarquer des migrants et partir vers le large. Afin d’empêcher ces passeurs de leur faire traverser la Manche au péril de leur vie, les autorités installent en 2023 un barrage flottant anti-passeurs,.

## Galerie de photographies

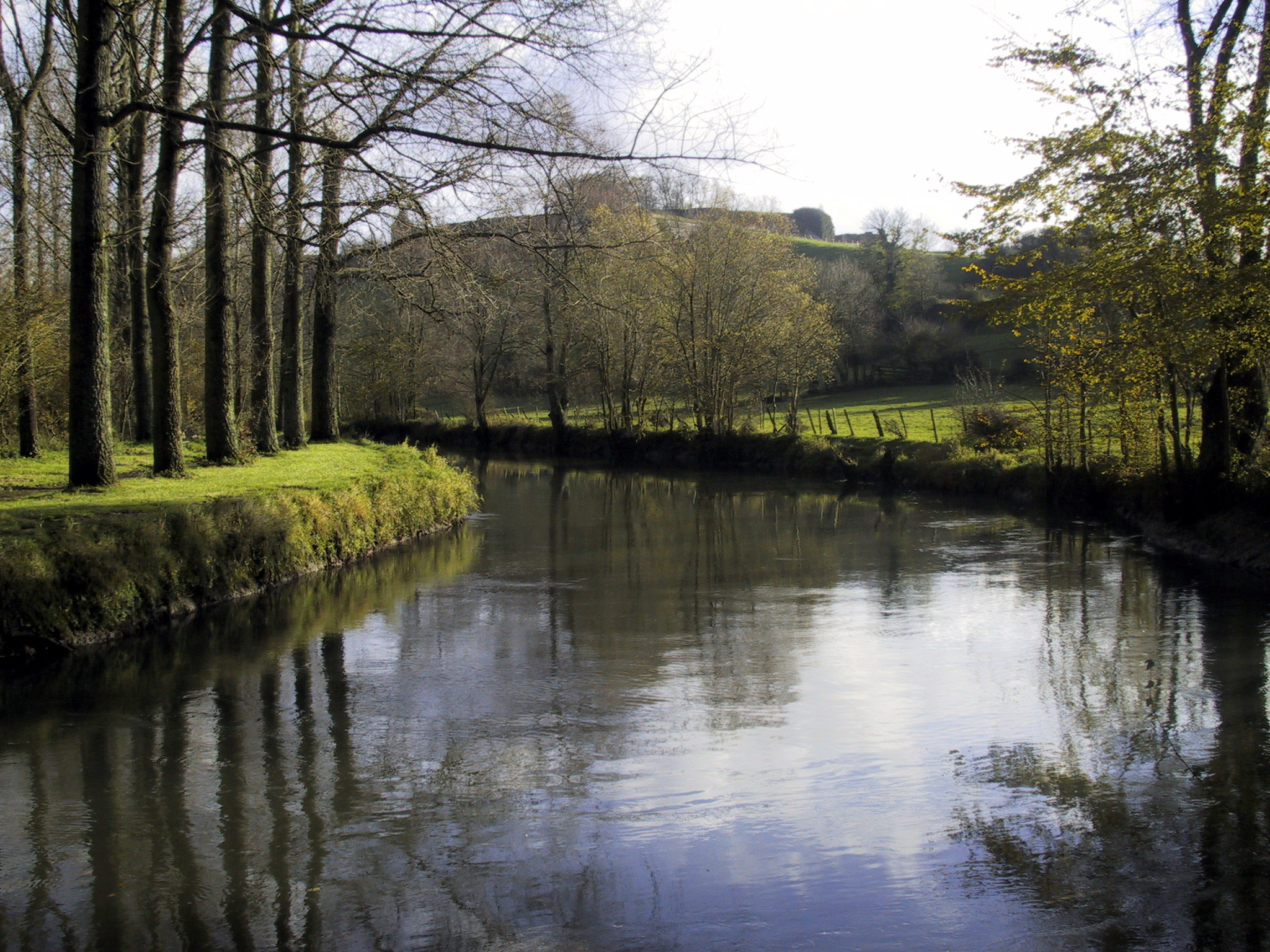
La Canche au pied des remparts de Montreuil-sur-Mer.
Le château de La Calotterie derrière la Canche.
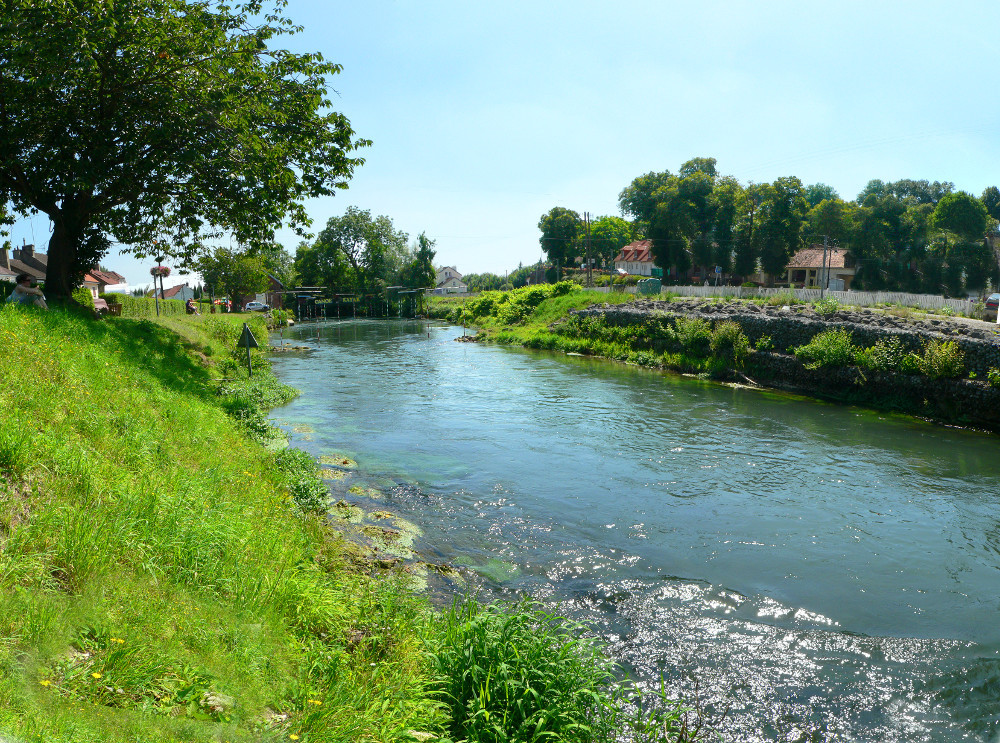
La Canche à Montreuil-sur-Mer en été.
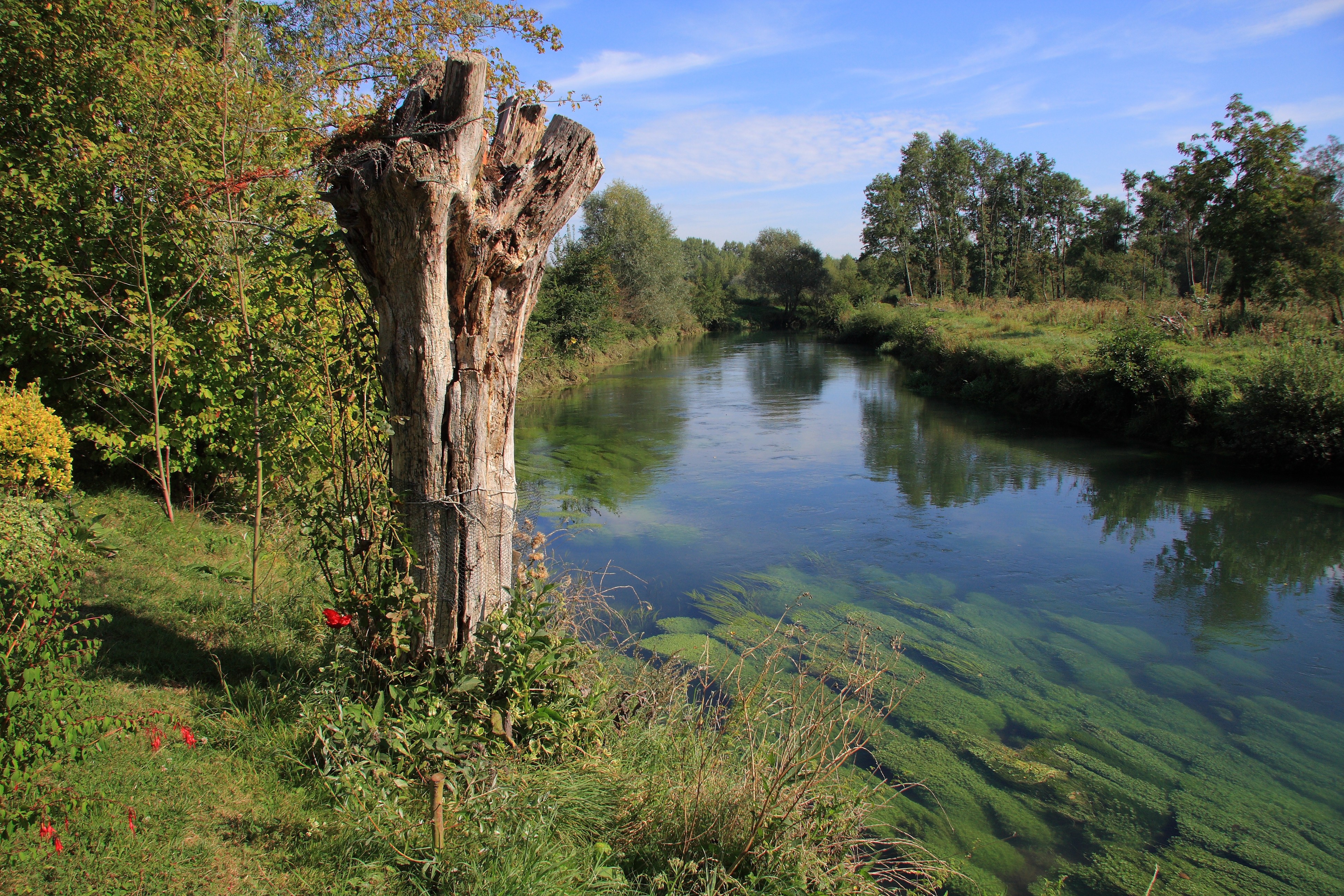
La Canche à La Madelaine-sous-Montreuil.
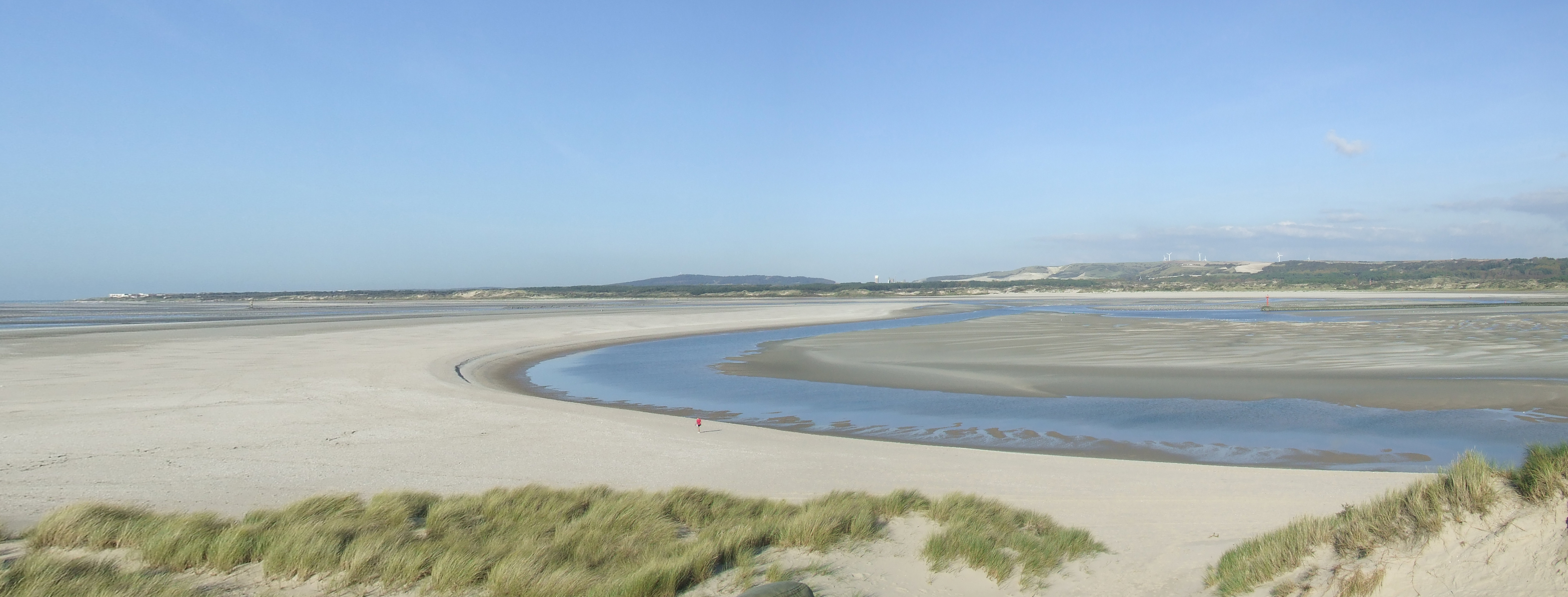
L'estuaire de la Canche à marée basse.
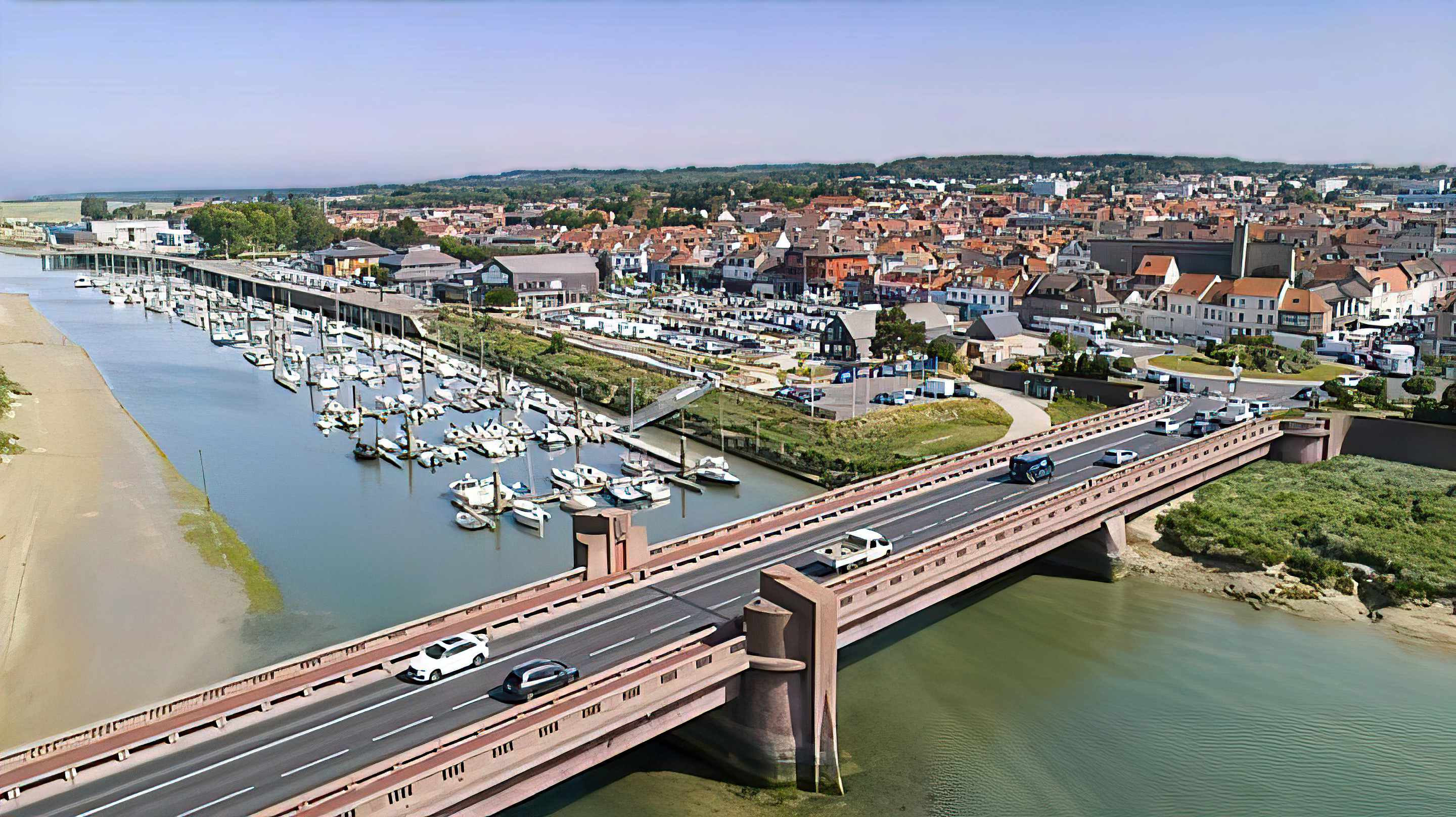
Le port de plaisance et le pont rose à Étaples sur la Canche
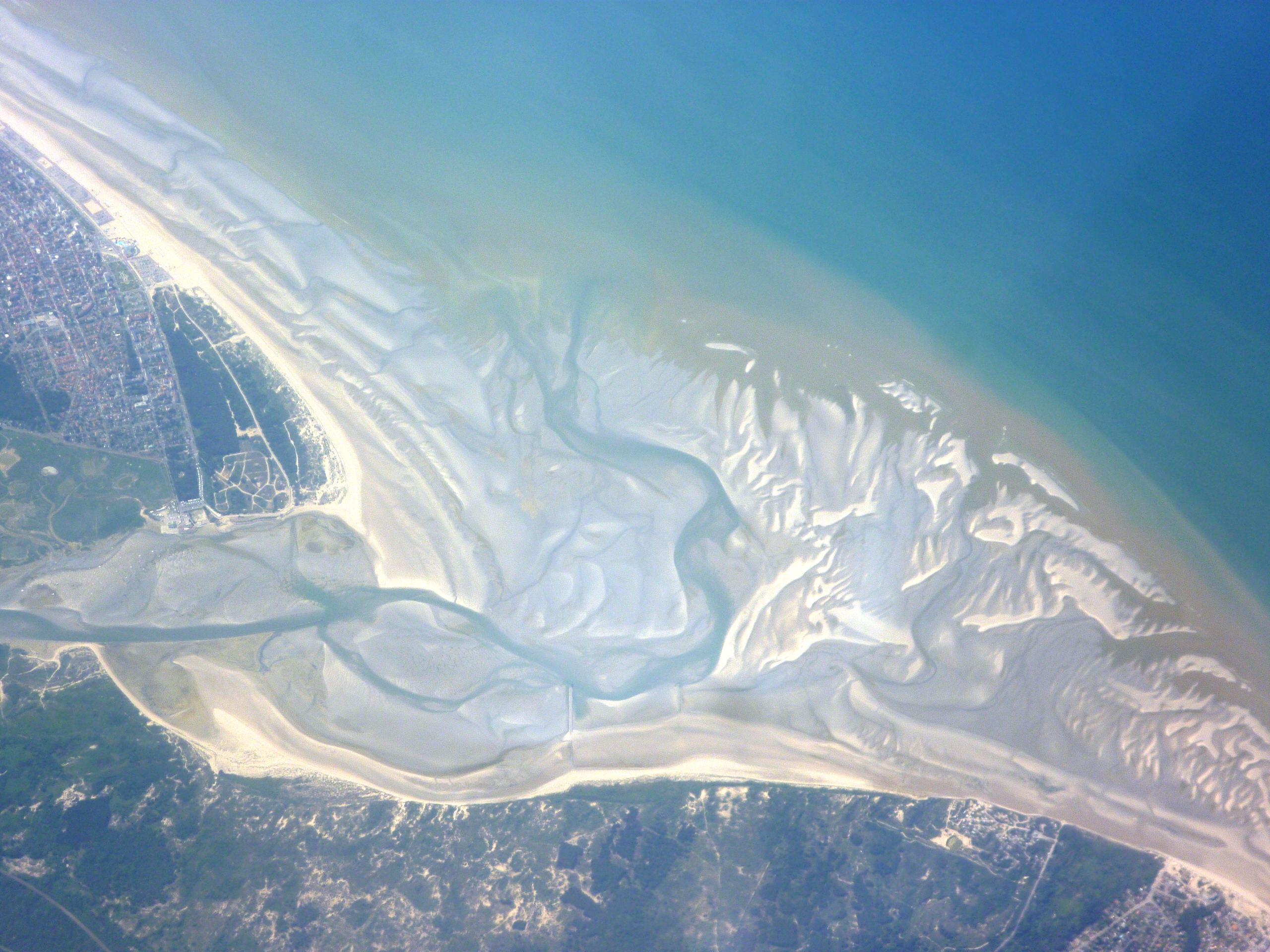
Embouchure de la Canche avec le Touquet sur la rive gauche
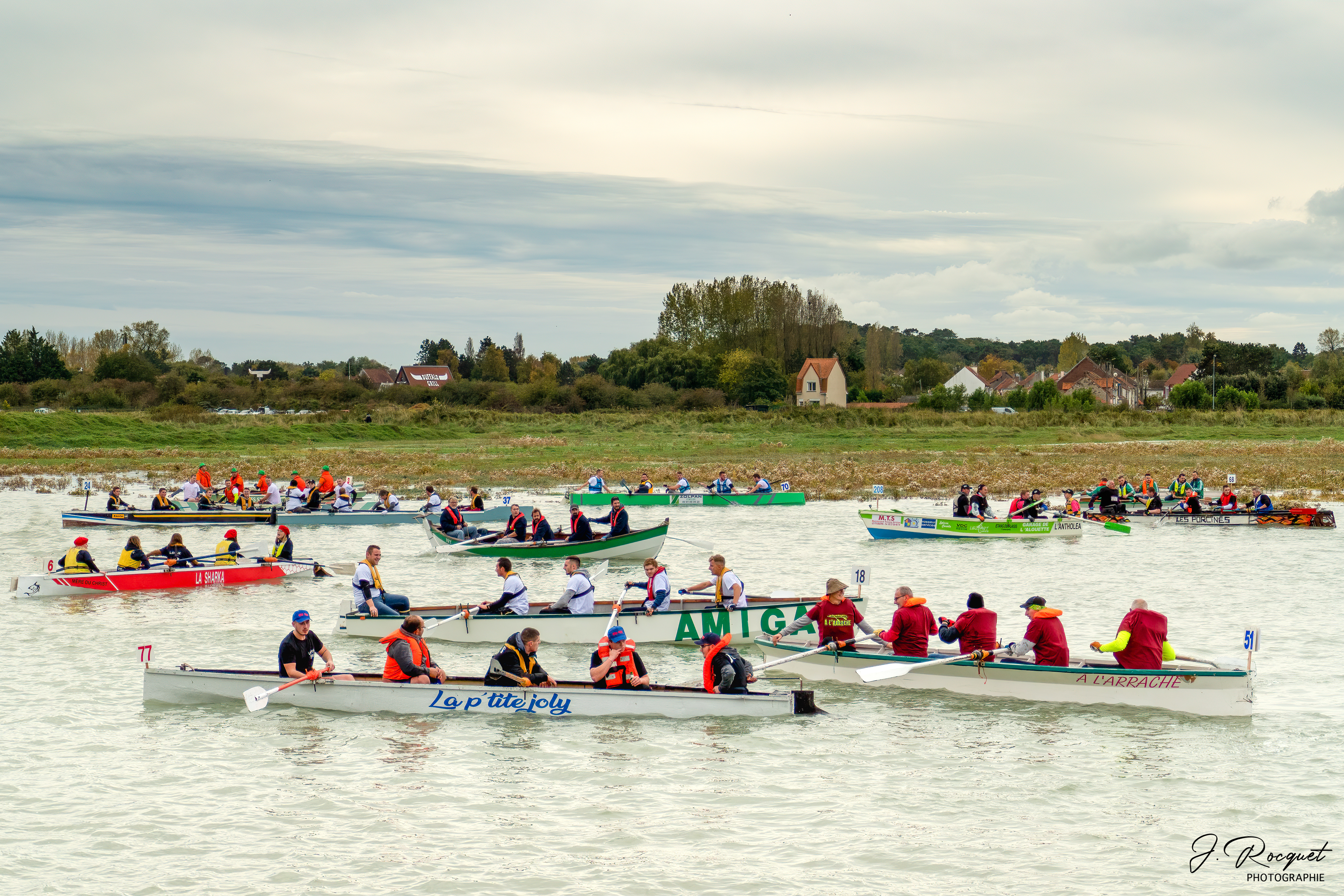
La joute à canotes en automne à Étaples
En jaune, le bassin versant de la Canche sur la carte du Nord-Pas-de-Calais.